# Агава пьяниц
Ага́ва пья́ниц (лат. Agáve potatórum) — вид суккулентов, относится к роду Агава семейства Агавовые.

## Морфология
Крайне изменчивый вид. Размеры могут варьироваться от карликовых форм (30 см) до довольно больших — более одного метра в диаметре. Листья могут быть разной формы, зубчатые по краю.

## Размножение
Семенами и боковыми побегами.

## Выращивание
Не выносят заморозков, а также сильной жары.

## Природный ареал
Мексика